# Frederick Hagan
Pour les articles homonymes, voir Hagan.
Frederick "Fred" Hagan (né le 21 mai 1918 à Toronto et mort le 6 septembre 2003 à Newmarket) est un peintre contemporain canadien.

## Biographie
Frederick Hagan naît en 1918 à Toronto, et élevé dans le quartier de Cabbagetown. Il perd son père, qui était ébéniste, à l'âge de treize ans, et à seize ans, il doit quitter l'école très tôt pour aider sa famille. Alors qu'il travaillait dans divers emplois semi-qualifiés d'usine, il a commencé à s'intéresser aux arts, intérêt qui l'a mené à suivre des cours du soir en dessin et en peinture. À dix-neuf ans, Hagan commence à sillonner les rues de Toronto avec son matériel de peinture dans le but de capturer ce qui se passait autour de lui, dans son quartier. Plus tard, il emménage dans un studio improvisé dans un garage, où il étend son art de rue sur des toiles. Pour l'Exposition universelle de New York 1939-1940, quatre de ses dessins ont été choisis pour y être exposés. Après quelques études au début des années 1940 à l'OCAD sous Franklin Carmichael et John Alfsen, ce dernier commence à exposer à l'Académie royale des arts du Canada dès l'âge de 21 ans.
En 1941, Hagan devient professeur d'arts plastiques au Pickering College (en) à Newmarket, où il choisit de s'installer définitivement, avec son épouse Isabelle Heald. Il occupe par la suite le poste de professeur à l'OCAD et y enseigne la lithographie pendant plus de quarante ans. Pendant ces années-là, il réussit à peindre la vie dans l'Ontario des années 1940, en peignant notamment sa famille, son entourage, et la vie quotidienne autour de lui.
Hagan a passé plus de 70 ans de sa vie à être aquarelliste, peintre, lithographe et enseignant d'art. Même s'il n'est associé à aucun mouvement artistique en particulier, son art est qualifié d'autobiographique. Il est aujourd'hui exposé dans plusieurs institutions comme Académie royale des arts du Canada, le Musée des beaux-arts du Canada, ou encore le Musée des beaux-arts de l'Ontario. Il a entre autres reçu la Médaille du centenaire du Canada, en 1967, et la médaille de l'Académie royale des arts du Canada, en 1998. Il a aussi créé, entre 1986 et 1989, une série de seize timbres pour Postes Canada.
Il meurt le 6 septembre 2003 à Newmarket en Ontario. Après sa mort, le quartier de Cabbagetown a inauguré une plaque commémorative en son honneur et l'on peut retrouver plusieurs de ses œuvres dans les bâtiments municipaux de la ville de Newmarket.

## Œuvres
Liste non exhaustive de ses œuvres :
- Corn on the Cob, lithographie sur papier vélin, 32 × 41,8 cm, 1946, Musée des beaux-arts du Canada[3] ;
- Flowers, huile sur panneau, 31,8 × 26,7 cm, 1951, collection privée[5] ;
- Late Afternoon Skies - Kukagami, aquarelle, 41,9 × 54,6 cm, 1980, collection privée[6].

## Publications
- Hagan, the mind and the hand, Grimsby Public Library And Art Gallery, Grimsby, 1977, 80 pages, lire en ligne.